# Joseph Christian von Zedlitz

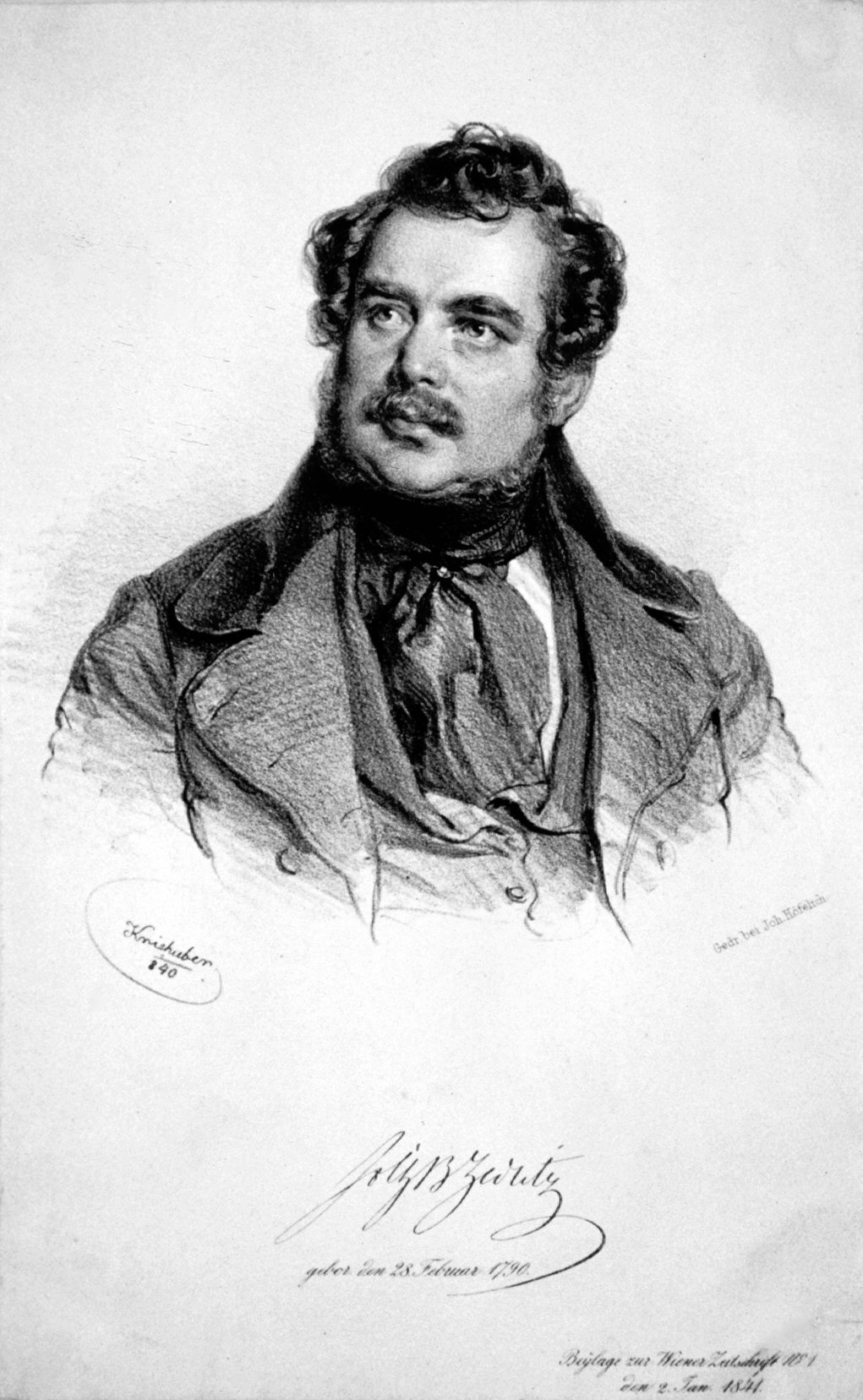
Joseph Christian Freiherr von Zedlitz, Lithographie von Josef Kriehuber, 1840

Philipp Gotthard Joseph Christian Karl Anton Freiherr von Zedlitz und Nimmersatt (* 28. Februar 1790 auf Schloss Johannisberg bei Jauernig, Fürstentum Neisse; † 16. März 1862 in Wien) war ein schlesisch-österreichischer Offizier und Schriftsteller.

## Leben
Zedlitz war der Sohn des Landeshauptmanns und Schlosshauptmanns auf Schloss Johannisberg im bischöflichen Fürstentum Neisse. Mit den Juristen Karl Abraham Freiherr von Zedlitz und Constantin von Zedlitz-Neukirch war er weitläufig verwandt. Neben der Erziehung durch Hauslehrer besuchte Zedlitz das Matthias-Gymnasium zu Breslau; dort wurde u. a. Joseph Freiherr von Eichendorff sein Schulfreund.
Mit 16 Jahren trat Zedlitz 1806 in das österreichische Husarenregiment Erzherzog d’Este ein. Nach zwei Jahren war er bereits Oberlieutenant und Ordonnanzoffizier des Feldmarschalls Prinz Friedrich Franz von und zu Hohenzollern-Hechingen. Mit seinem Dienstherrn nahm Zedlitz auch am Feldzug von 1809 teil. Wegen „enormer Tapferkeit“ in den Schlachten bei Teugn-Hausen, Eggmühl, Aspern und Wagram wurde Zedlitz mehrfach gelobt und ausgezeichnet.
Als am 14. Oktober 1809 der Friede von Schönbrunn geschlossen wurde, war es um eine Karriere bei Militär schlecht bestellt. Als Napoleon I. 1810 Marie-Louise von Habsburg heiratete, nahm Zedlitz seinen Abschied und verwaltete bis 1836 auf Wunsch seiner Familie die Zedlitzschen Güter in Ungarn. Am 19. April 1811 heiratete er als k.k. Kammerherr Ernestine, eine Tochter des Freiherrn Anton Lipthay von Kisfalud (1745–1800). Nebenbei versuchte sich Zedlitz als Schriftsteller und debütierte 1815 mit seinem Gedichtzyklus Frühlingsrosen. 1831 verfasste er das Gedicht Mariechen saß am Rocken, das später unter dem Titel Mariechen saß weinend im Garten als Küchenlied populär wurde.
Ab 1819 publizierte Zedlitz regelmäßig in Aglaja, einer jährlichen Almanach-Reihe. Zu literarischen Zirkeln in Wien, u. a. zum Kreis um Johann Jakob Jacobi, pflegte er losen Kontakt. Viele seiner Werke wurden in den Wiener Jahrbüchern der Literatur von Johann Ludwig Deinhardstein veröffentlicht. Wichtige Kollegen waren ihm da Franz Grillparzer, Joseph Freiherr von Hammer-Purgstall, Joseph Schreyvogel, Zacharias Werner u. a. Als man nach dem Tod von Kaiser Franz I. die österreichische Kaiserhymne änderte, griff man auf einen Text von Zedlitz zurück.
Im Frühjahr 1830 lud König Ludwig I. von Bayern Zedlitz nach München ein. Der König hätte Zedlitz gerne in seinem Kabinett gesehen, doch nach einigen Tagen ergebnislosen Verhandelns trennte man sich wieder.
Als am 10. September 1836 seine Ehefrau an der Cholera starb, kehrte Zedlitz wieder in den Staatsdienst zurück. Nach einer längeren Reise nach Paris (1837) und Rom (1838) wurde er vor allem durch Empfehlung von Fürst Klemens Wenzel Lothar von Metternich und dessen Minister Franz Anton Graf von Kolowrat-Liebsteinsky von Kaiser Ferdinand I. berufen. Bis zur Märzrevolution 1848 wirkte Zedlitz in Wien meistens im Kriegsministerium und im diplomatischen Korps. Neben seinen dienstlichen Obliegenheiten wirkte er vermehrt als Schriftsteller und Korrespondent der Augsburger Allgemeinen Zeitung. Hervorzuheben sind hier sein Bericht Aufstand in Galicien und seine Flugschriften, welche er ganz im Sinne der Metternichschen Politik verfasste.
1840 und nochmal 1842 reiste Zedlitz zusammen mit Metternich nach Köln. Neben den Dienstgeschäften machte er die Bekanntschaft von August Daniel von Binzer. In dessen Haus erlebte Zedlitz wichtige literarische Inspirationen bei Diskussionen u. a. mit Ferdinand Freiligrath, Carl Leberecht Immermann, Gottfried Kinkel und Karl Simrock.
Nach der Revolution blieb Zedlitz bis 1851 auf seinen Besitzungen in Aussee (Salzkammergut), wo er sehr zurückgezogen lebte. In diesem Jahr wurde Zedlitz durch Fürsprache von Kaiser Ferdinand I. Ministerresident des Großherzogs von Sachsen-Weimar-Eisenach am Wiener Hof. Daneben wurde er später zum Geschäftsträger kleinerer deutscher Höfe, wie Braunschweig, Nassau und Oldenburg berufen. Diese Ämter erforderten keine regelmäßige Anwesenheit bei Hof, so dass Zedlitz sich bis an sein Lebensende dem Schreiben widmen konnte. 1859 kam er anlässlich des 100. Geburtstages von Friedrich Schiller zum Schiller-Fest nach Stuttgart.
Joseph Christian von Zedlitz und Nimmersatt starb am 16. März 1862 in Wien. Als er mit großen Schmerzen im Sterben lag, soll er gesagt haben: „Es sind schon so viele gestorben, ich werde das auch noch überleben.“

## Ehrungen
- Ritterkreuz des Stephansordens
- Bayerischer Maximiliansorden für Wissenschaft und Kunst
- Ludwigsorden
- Im Jahr 1865 wurde in Wien Innere Stadt (1. Bezirk) die Zedlitzgasse nach ihm benannt.

## Sonstiges
Grillparzer widmete Zedlitz ein Spottgedicht mit folgendem Inhalt:
Gott erhalte unseren Zedlitz,

Gott erhalte ihn fett und feist

allen Menschen Gutes gönnend,

Doch, wie billig, sich zumeist ...

## Werke
- Altnordische Bilder. Cotta, Stuttgart / Tübingen 1850. (Digitalisat)
- Cabinettsintrigen. Lustspiel (1829, Im Stile August von Kotzebues)
- Dramatische Werke in 4 Teilen. Cotta, Stuttgart 1860.
- Gedichte. (1832, Digitalisat in der Google-Buchsuche)
- Herr und Sclave. Drama in zwei Acten.
- Kerker und Krone. Schauspiel in fünf Aufzügen. Cotta, Stuttgart 1834. (Digitalisat) (Thematisiert die letzten Lebenstage Torquato Tassos)
- Der Königin Ehre. (1834, Dramatisierung der Abencerragensage)
- Liebe findet ihre Wege. Lustspiel in vier Aufzügen. Wallishausser, Wien 1827. (Digitalisat)
- Politische Flugschriften.
  - Fromme Wünsche aus Ungarn. (1846)
  - Über den galicischen Aufstand. (1846)
  - Über die orientalische Frage. (1840)
- Der Lieb Lust und Qual.
- Ritter Haroldʼs Pilgerfahrt. Aus dem Englischen. Stuttgart / Tübingen 1836 (Übersetzung des Werks von Byron)
- Der Stern von Sevilla. Trauerspiel in fünf Aufzügen. Cotta, Stuttgart und Tübingen 1830. (Digitalisat)  (Nach Motiven Lope de Vegas)
- Todtenkränze. Canzone. Wallishausser, Wien 1841. (Digitalisat, Der zweiten Original-Auflage zweiter Abdruck) (Zuerst 1827 erschienen. In dieser Anthologie befindet sich auch die berühmte Ballade Die nächtliche Heerschau, welche u. a. von Carl Loewe, Sigismund von Neukomm, Adam Emil Tittl, Michail Glinka (auf Russisch), Gustave Carulli (auf Französisch) vertont worden ist)
- Soldatenbüchlein. Der österreichisch-italien. Armee gewidmet. Gerold, Wien 1849. (Digitalisat)
- Turturell. Trauerspiel in fünf Aufzügen. Wallishausser, Wien 1821.
- Waldfräulein. Ein Mährchen in achtzehn Abentheuern. Cotta, Stuttgart 1843. (Digitalisat)
- Zwei Nächte zu Valladolid. Trauerspiel in fünf Aufzügen. Wallishausser, Wien 1825. (Digitalisat) (Nach Motiven von Lope de Vega)